# Притикіно (Пищузький район)
Притикіно (рос. Притыкино) — присілок в Пищузькому районі Костромської області Російської Федерації.
Населення становить 73 особи. Входить до складу муніципального утворення Пищузьке сільське поселення.

## Історія
Від 1944 року населений пункт у складі Пищузького району відійшов до новоутвореної Костромської області.
Від 2007 року входить до складу муніципального утворення Пищузьке сільське поселення.

## Населення
| 2008 | 2010 | 2014 |
| ---- | ---- | ---- |
| 64   | ↘61  | ↗73  |